# Bezirk Rzeszów

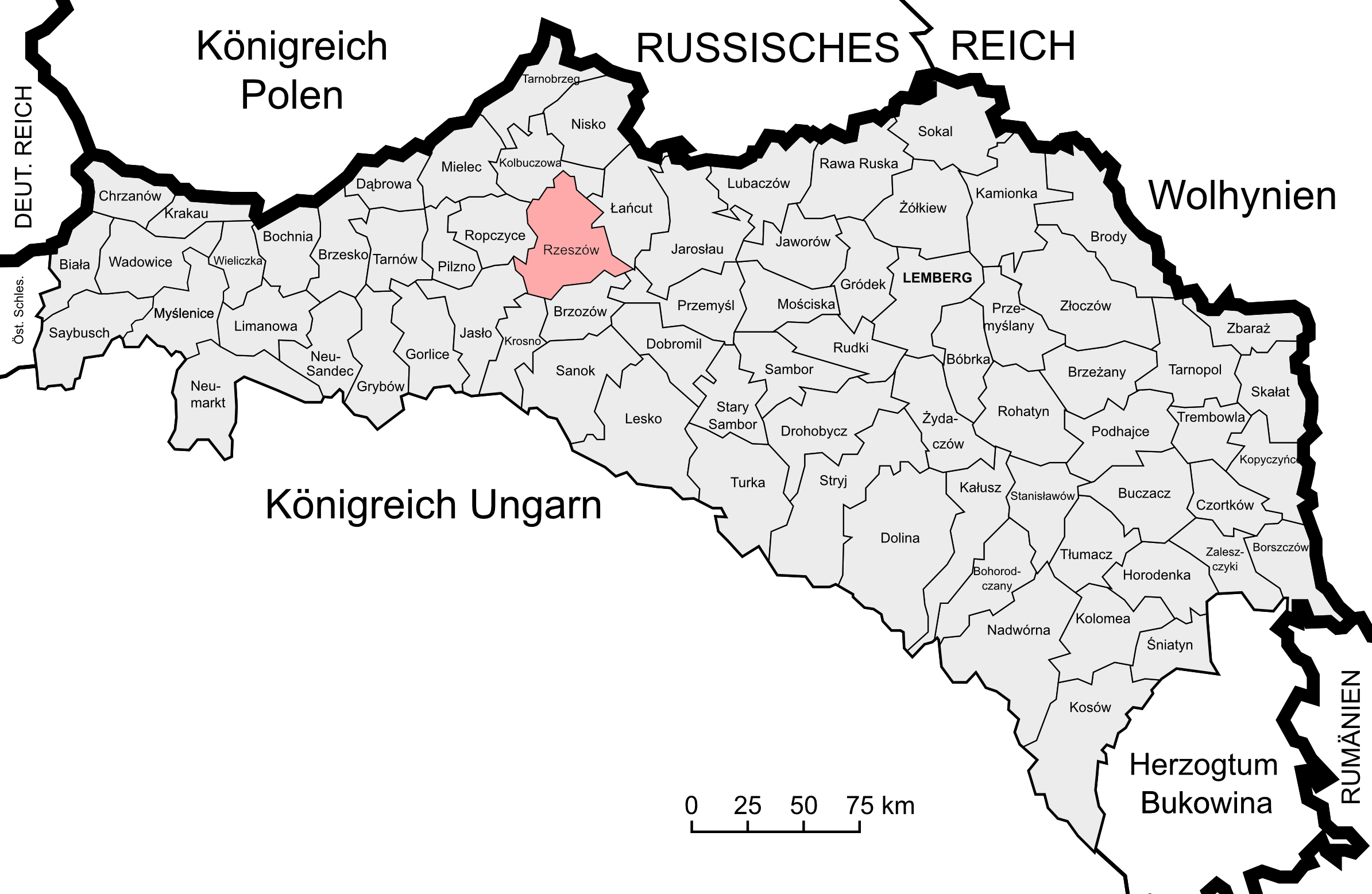
Lage des Bezirks Rzeszów im Kronland Galizien und Lodomerien

Der Bezirk Rzeszów war ein politischer Bezirk im Kronland Galizien und Lodomerien. Sein Gebiet umfasste Teile Westgaliziens im heutigen Polen (Powiat Rzeszów), Sitz der Bezirkshauptmannschaft war die Stadt Rzeszów. Nach dem Ersten Weltkrieg musste Österreich den gesamten Bezirk an Polen abtreten, hier sind große Teile heute im Powiat Rzeszowski zu finden.
Er grenzte im Norden an den Bezirk Kolbuszowa, im Osten an den Bezirk Łańcut, im Südosten an den Bezirk Przeworsk und den Bezirk Przemyśl, im Süden an den Bezirk Brzozów, im Südwesten an den Bezirk Strzyżów sowie im Nordwesten an den Bezirk Ropczyce.

## Geschichte
Ein Vorläufer des späteren Bezirks (Verwaltungs- und Justizbehörde zugleich) wurde zum Ende des Jahres 1850 geschaffen, die Bezirkshauptmannschaft Rzeszow war dem Regierungsgebiet Krakau unterstellt und umfasste folgende Gerichtsbezirke:
- Gerichtsbezirk Rzeszow
- Gerichtsbezirk Tyczyn
- Gerichtsbezirk Głogow
- Gerichtsbezirk Stryszow

Nach der Kundmachung im Jahre 1854 kam es am 29. September 1855 zur Einrichtung des Bezirksamtes Rzeszów (weiterhin für Verwaltung und Gerichtsbarkeit zuständig) innerhalb des Kreises Rzeszów.
Nachdem die Kreisämter Ende Oktober 1865 abgeschafft wurden und deren Kompetenzen auf die Bezirksämter übergingen, schuf man nach dem Österreichisch-Ungarischen Ausgleich 1867 auch die Einteilung des Landes in zwei Verwaltungsgebiete ab. Zudem kam es im Zuge der Trennung der politischen von der judikativen Verwaltung zur Schaffung von getrennten Verwaltungs- und Justizbehörden. Während die gerichtliche Einteilung weitgehend unberührt blieb, fasste man Gemeinden mehrerer Gerichtsbezirke zu Verwaltungsbezirken zusammen. 
Der neue politische Bezirk Rzeszów wurde aus folgenden Bezirken gebildet:
- Teilen des Bezirks Rzeszów (mit 29 Gemeinden)
- Bezirks Tyczyn (mit 30 Gemeinden)
- Bezirks Strzyżów (mit 29 Gemeinden)
- Teilen des Bezirks Głogów (Gemeinden Bratkowice, Budy, Stadt Głogów, Jasionka, Lipia, Nowawieś, Rogożnica, Rudna Wielka, Rudna Mała, Trzebowiska mit Górka, Wola Cicha, Wysoka, Zabajka und Zaczernie)

Am 15. September 1896 wurde der Gerichtsbezirk Strzyżów aus dem Bezirk ausgegliedert und dem neu geschaffenen politischen Bezirk Strzyżów angeschlossen.
Der Bezirk Rzeszów bestand bei der Volkszählung 1910 aus 85 Gemeinden sowie 73 Gutsgebieten und umfasste eine Fläche von 977 km². Hatte die Bevölkerung 1900 noch 133.135 Menschen umfasst, so lebten hier 1910 144.271 Menschen. Auf dem Gebiet lebten dabei mehrheitlich Menschen mit polnischer Umgangssprache (98,7 %) und römisch-katholischem Glauben, Juden machten rund 10 % der Bevölkerung aus.

## Ortschaften
Auf dem Gebiet des Bezirks bestand 1900 Bezirksgerichte in Głogów, Rzeszów und Tyczyn, diesen waren folgende Orte zugeordnet:
Gerichtsbezirk Głogów (19 Ortsgemeinden):
- Bratkowice
- Budy
- Głogów
- Hucisko ad Przewrotne
- Jasionka
- Lipie
- Mrowia
- Nowa Wieś Zaczerska
- Pogwizdów
- Przewrotne
- Rogóżnica
- Rudna Mała
- Rudna Wielka
- Styków
- Trzebownisko
- Wola Cicha
- Wysoka
- Zabajka
- Zaczernie

Gerichtsbezirk Rzeszów (35 Ortsgemeinden):
- Babica
- Błędowa Rzeszowska, auch Błędowa Zgłobieńska
- Boguchwała
- Bzianka
- Cierpisz
- Dąbrowa
- Drabinianka
- Kraczkowa
- Krasne
- Łąka
- Łukawiec
- Lutoryż
- Malawa
- Miłocin
- Niechobrz
- Nosówka
- Palikówka
- Pobitno
- Przybyszówka
- Racławówka
- Ruska Wieś
- Stadt Rzeszów
- Słocina
- Staromieście
- Staroniwa
- Stobierna
- Świlcza
- Terliczka
- Trzciana
- Wola Zgłobieńska
- Woliczka
- Wulka pod Lasem
- Zarzecze
- Zgłobień
- Zwięczyce

Gerichtsbezirk Tyczyn (33 Ortsgemeinden):
- Biała
- Białka
- Markt Błażowa
- Błędowa Tyczyńska, auch Błędowa Słocińska
- Borek Nowy
- Borek Stary
- Brzezówka
- Budziwój
- Chmielnik
- Dylęgówka
- Futoma
- Grzegorzówka
- Hadle Szklarskie
- Hermanowa
- Hucisko Jawornickie
- Hyżne
- Markt Jawornik Polski, auch Jawornik Szklarski
- Kąkolówka
- Kielnarowa
- Lecka
- Lubenia
- Matysówka
- Piątkowa
- Przedmieście Jawornickie
- Siedliska
- Sołonka
- Straszydle
- Szklary
- Markt Tyczyn
- Widaczów
- Wola Rafałowska
- Zabratówka
- Zalesie